# ایشموراتوو
ایشموراتوو (انگلیسی: Ishmuratovo) یک شهرک در شهرستان نوریمانوفسکی استان باشقیرستان کشور روسیه است.